# Calamaria banggaiensis
Calamaria banggaiensis là một loài rắn trong họ Rắn nước. Loài này được Koch, Arida, Mcguire, Iskandar & Böhme mô tả khoa học đầu tiên năm 2009.